# David van der Heyden
David van der Heyden (Goes, 19 november 1958) is een Nederlands componist van filmmuziek.
Van der Heyden maakte onder andere de filmmuziek voor Wilde Mossels (2000), Nadine (2007) en diverse documentaires.